# Boljun
Boljun (en italien : Bogliuno) est une localité de Croatie située en Istrie, dans la municipalité de Lupoglav, dans le comitat d'Istrie. En 2001, la localité comptait 73 habitants.

## Démographie
| 1948 | 1953 | 1961 | 1971 | 1981 | 1991 | 2001 |
| ---- | ---- | ---- | ---- | ---- | ---- | ---- |
| 316  | 193  | 170  | 123  | 106  | 84   | 73   |